# Recidivo
Recidivo è il settimo album da solista di Mario Venuti, pubblicato nel 2009.

## Tracce
1. Impulsi primari - 3:59
2. Recidivo - 3:54
3. Una pallottola e un fiore - 3:31
4. Lasciami andare - 3:44
5. Spleen # 132 (feat. Franco Battiato) - 3:11
6. Vernice fresca - 3:11
7. La vita come viene (feat. Carmen Consoli) - 3:22
8. La virtù dei limoni - 3:48
9. Il paradiso non è per te - 3:21
10. Galatea - 3:16
11. Un cuore giovane (feat. Cesare Cremonini) - 4:31
12. Il milione - 3:40
13. La fine ed il principio (bonus tracks solo su I-Tunes o Digital Store)

## Formazione
- Mario Venuti - voce, chitarra acustica, pianoforte, armonica
- Vincenzo Virgilito - basso, contrabbasso
- Tony Brundo - tastiera, pianoforte
- Tony Canto - chitarra elettrica
- Pat Legato - tastiera, pianoforte
- Riccardo Samperi - chitarra elettrica
- Enzo Di Vita - batteria
- Alessandro Longo - violoncello
- Isidoro Simone Paradiso - viola
- Adriano Murania - viola, violino
- Alessio Nicosia - violino
- Giuseppe Zago - corno francese
- Massimo Greco, David Florio - cori

## Classifiche
| Classifica (2009) | Posizione |
| ----------------- | --------- |
| Italia            | 33        |